# 王树田
王树田（1918年5月16日—2005年12月19日），男，直隶（今河北）新城人，中国武术家，曾任中国武术协会委员。